# Ligamentum intertransversarium
Als Ligamentum intertransversarium (Plural: Ligamenta intertransversaria) bezeichnet man in der Anatomie jenes Wirbelsäulenband, das die Querfortsätze benachbarter Wirbel verbindet. Diese Bänder unterstützen die Stabilität der Wirbelsäule, indem sie die Seitwärtsneigung und Verdrehung hemmen, haben aber nur eine geringe funktionelle Bedeutung.
Ligamenta intertransversaria sind beim Menschen nicht in allen Abschnitten der Wirbelsäule gleichermaßen ausgebildet, an der Halswirbelsäule können sie ganz fehlen, teilweise sind sie durch die Musculi intertransversarii ersetzt. In der Tieranatomie sind Ligamenta intertransversaria nur an der Lendenwirbelsäule definiert.